# Fox (Italia)
Fox è stato un canale televisivo tematico italiano d'intrattenimento principalmente dedicata alle serie televisive straniere di diversi generi.

## Storia
Il canale, lanciato il 31 luglio 2003, ha avuto una programmazione con titoli che spaziavano dalle serie più recenti ai prodotti considerati universalmente "di culto". L'offerta di generi comprendeva la comedy e il drama, come la fantascienza, l'azione, il thriller e il poliziesco, l'animazione alternativa e "per adulti". Dal 1º luglio 2009 Fox trasmetteva anche in alta definizione.
Fox è stato visibile a pagamento all'interno della piattaforma satellitare Sky Italia ed era disponibile nel pacchetto Sky TV e visibile inizialmente sul canale 112 (versione HD) e canale 113 (versione +1) dello Sky Box. Dal 31 marzo 2011 il canale, insieme ai suoi timeshift (escluso Fox HD), veniva trasmesso in formato panoramico 16:9.
Dall'8 settembre 2015 al 27 maggio 2016, a seguito dell'abbandono di Mediaset delle reti generaliste a diffusione libera sul satellite, Fox è stato diffuso anche al canale 106.
Dal 1º giugno 2018 è stato visibile anche sulla piattaforma Mediaset Premium, le cui trasmissioni sono iniziate il 5 giugno seguente.
Il 28 gennaio 2019 il canale subì un rebrand inaugurando l'arrivo della nuova serie The Passage.
Nella primavera del 2020 subì un leggero restyling al palinsesto, trasmettendo un maggior numero di serie animate, grazie anche alla chiusura di Fox Animation.
Da luglio 2020 trasmetteva anche una selezione dei programmi di Fox Life, chiuso il 1º luglio 2020.
Dal 9 settembre 2020 il canale era visibile esclusivamente in HD sul satellite; tuttavia la versione SD del canale continuò ad essere disponibile sul digitale terrestre e in streaming su Sky Go.
Dal 1º aprile 2021 Fox era visibile in HD anche su Sky Go.
Il 1º luglio 2021 si trasferisce al canale 116, trasmettendo anche una selezione dei programmi di Fox Crime, che ha cessato le trasmissioni. Il logo subisce una piccola modifica, con la rimozione della scritta HD da esso essendo la versione HD l'unica disponibile via satellite e streaming. La versione SD continuò ad essere visibile solo sul digitale terrestre.
Il 1º aprile 2022, a seguito della chiusura dell'offerta "Sky Digitale Terrestre", il canale cessa le proprie trasmissioni sul digitale terrestre.
Il 1º luglio 2022, dopo un lungo periodo a seguito della riorganizzazione di Disney con l'alienazione del brand FOX a livello globale, ha terminato definitivamente le trasmissioni, con l'ultimo programma trasmesso I Simpson.
Lo speaker ufficiale di Fox, dal 2003 fino alla chiusura, è stato il doppiatore Christian Iansante.

## Altre versioni

### Fox +1
Fox +1 è stato il canale timeshift che trasmette la programmazione di Fox un'ora dopo. Fox +1 è sintonizzato sul canale 113 dello Sky Box. In precedenza era visibile sul canale 143. Il 1º gennaio 2009 è stato spostato al canale 111. L'8 novembre 2010 è stato ulteriormente spostato al canale 112. Il 29 marzo 2014 si è trasferito al canale 113. Il 1º luglio 2021 si trasferisce al canale 117.

### Fox +2
Fox +2 è stato il canale timeshift che trasmetteva la programmazione di Fox due ore dopo. Fox +2 era sintonizzato sul canale 141 dello Sky Box e ha iniziato le trasmissioni l'8 novembre 2010.
Dal 15 dicembre 2012 al 6 gennaio 2013 Fox +2 diventa Fox Animation, che trasmette le serie d'animazione co-prodotte dalla 20th Century Fox Television 24 ore su 24.
Il 16 ottobre 2013 si è trasferito al canale 141, visto che precedentemente era visibile sul canale 113. Il 26 ottobre 2014 il canale viene sostituito ufficialmente da Fox Animation, chiuso in seguito il 1º ottobre 2019.

### Fox HD
Il canale ha cominciato a trasmettere anche in alta definizione il 1º luglio 2009, sul canale 110 dello Sky Box HD con la denominazione di Fox HD al posto di Next:HD. Fox e Fox HD trasmettevano in simulcast.

### Fox One
Fox One è stata la versione del canale Fox creata in esclusiva per i telefoni cellulari (solo clienti dei gestori Vodafone e 3, quest'ultimo con la 3 TV) dotati di connessione ad internet.

## Palinsesto

### Programmi precedentemente in onda fin dalla chiusura

#### Late Show
- The Tonight Show con Jimmy Fallon (doppiata in italiano)

#### Animazione
- American Dad! (st. 2-6)
- Bob's Burgers (st. 1-3, 11)
- Brickleberry (ep. 2x10-2x13)
- Futurama (ep. 3x14)
- Gary the Rat
- I Griffin
- I Simpson (st. 1-27)
- King of the Hill (st. 1-8)
- Ren and Stimpy Adult Party Cartoon
- Stripperella
- The Cleveland Show
- Tripping the Rift (st. 1)

#### Azione & Poliziesco
- 24 (st. 2-5)
- 24: Live Another Day (st. 9 di 24)
- Agents of S.H.I.E.L.D.
- Arrow
- Burn Notice - Duro a morire (ep. 1-12, 49-62)
- Countdown
- Breakout Kings
- Jarod il camaleonte
- Inhumans
- Last Resort
- Legion
- MacGyver
- Magnum P.I. (st. 1-4)
- Private Eyes (st. 4)
- Quantico
- S.W.A.T.
- The Flash
- The Gifted
- The Glades
- Timeless

#### Comedy
- 2 Broke Girls
- 8 semplici regole (st. 1-2)
- Aiutami Hope!
- Boris (st. 1-2)
- C'è sempre il sole a Philadelphia (st. 8 e 13)
- Cin cin
- Due uomini e mezzo (ep. 20x2-24x2)
- Friends
- Happy Endings
- How I Met Your Mother
- La vita secondo Jim
- L'uomo di casa
- Life in Pieces
- Modern Family (st. 2-11)
- Mom
- New Girl
- Non pensarci - La serie
- Padre in affitto
- Rel
- Romolo + Giuly: La guerra mondiale italiana
- Scrubs - Medici ai primi ferri
- Speechless
- The Big Bang Theory
- The Office (st. 1-2)
- 'Til Death

#### Drama
- 90210
- 9-1-1 (st. 4)
- 9-1-1: Lone Star (st. 1-2)
- Atlanta (st. 1-2)
- Beauty and the Beast (st. 1)
- C'era una volta (st. 1-5)
- Cinque in famiglia
- Cumbia Ninja
- Dawson's Creek
- Deep State
- Empire (st. 1)
- False Flag
- Glee (st. 1-4)
- Greek - La confraternita
- Grey's Anatomy (st. 16-17)
- Homeland - Caccia alla spia
- Huge - Amici extralarge
- Il risolutore
- Joan of Arcadia
- Kyle XY
- L.A.'s Finest
- L.A. Law - Avvocati a Los Angeles
- La vita segreta di una teenager americana
- Le regole del delitto perfetto
- Lost
- Make It or Break It - Giovani campionesse
- Mayans M.C.
- Mental
- Nina
- Prison Break (st. 5)
- Settimo cielo (ep. 20x6)
- Six Feet Under (st. 3)
- Smallville
- Sons of Anarchy  (st. 4-7)
- Snowfall (st. 1-4)
- Station 19 (st. 3-4)
- Streghe (st. 1-6)
- The Americans
- The Chi (st. 1-3)
- The Resident (st. 1-4)
- This Is Us
- Touch
- Tyrant
- White Collar (st. 2-6)
- Younger

#### Horror & Thriller
- American Horror Story (st. 1-9)
- Angel
- Buffy l'ammazzavampiri
- Fear Itself
- Harper's Island
- Outcast
- Salem
- Scream Queens
- The Exorcist
- The Strain
- The Walking Dead (st. 1-10)
- They Were Ten
- True Blood
- What We Do in the Shadows (st. 1-2)

#### Sci-Fi
- Alias
- Dollhouse
- FlashForward
- I fantasmi di Bedlam
- Jarod il camaleonte
- Le streghe di Oz
- Missing
- No Ordinary Family
- Roswell
- Stargate SG-1 (st. 5-10)
- The Orville
- Teen Wolf
- Terra Nova
- The Gates - Dietro il cancello
- Tru Calling
- War of the Worlds (st. 1)
- X-Files (st. 10-11, ovvero il revival del 2016-2018)

## Speaker di Fox
- Christian Iansante - speaker ufficiale
- Fabrizio Manfredi - secondo speaker
- Sandro Acerbo - terzo speaker

## Ascolti

### Share 24h* di Fox
| Anno | Gen   | Feb   | Mar   | Apr   | Mag   | Giu   | Lug   | Ago   | Sett  | Ott   | Nov   | Dic   | Media anno |
| ---- | ----- | ----- | ----- | ----- | ----- | ----- | ----- | ----- | ----- | ----- | ----- | ----- | ---------- |
| 2012 | 0,20% | 0,23% | 0,22% | 0,23% | 0,26% | 0,23% | 0,24% | 0,26% | 0,22% | 0,21% | 0,21% | 0,20% | 0,23%      |
| 2013 | 0,21% | 0,23% | 0,24% | 0,21% | 0,23% | 0,23% | 0,24% | 0,23% | 0,20% | 0,20% | 0,22% | 0,20% | 0,22%      |
| 2014 | 0,20% | 0,21% | 0,24% | 0,25% | 0,24% | 0,27% | 0.27% | 0,23% | 0,24% | 0,24% | 0,16% | 0,17% | 0,23%      |
| 2015 | 0,16% | 0,18% | 0,17% | 0,18% | 0,18% | 0,18% | 0,20% | 0,16% | 0,22% | 0.18% | 0.21% | 0,22% | 0.19%      |
| 2016 | 0,19% | 0,19% | 0,17% | 0,18% | 0,18% | 0,17% | 0,18% | 0,13% | 0,15% | 0,12% | 0,15% | 0,17% | 0,17%      |
| 2017 | 0,13% | 0,17% | 0,24% | 0,22% | 0,18% | 0,18% | 0,22% | 0,19% | 0,15% | 0,18% | 0,18% | 0,16% | 0,18%      |
| 2018 | 0,16% | 0,15% | 0,16% | 0,15% | 0,16% | 0,16% | 0,14% | 0,15% | 0,17% | 0,16% | 0,16% | 0,15% | 0,16%      |
| 2019 | 0,17% | 0,18% | 0,19% | 0,19% | 0,16% | 0,15% | 0,14% | 0,13% | 0,12% | 0,15% | 0,17% | 0,16% | 0,16%      |
| 2020 | 0,15% | 0,15% | 0,14% | 0,14% | 0,14% | 0,18% | 0,11% | 0,16% | 0,13% | 0,11% | 0,14% | 0,14% | 0,14%      |
| 2021 | 0,14% | 0,18% | -     | -     | -     | -     | -     | -     | -     | -     | -     | -     | -          |

- Giorno medio mensile su target individui 4+